# Vervoersverbod (openbaar vervoer)

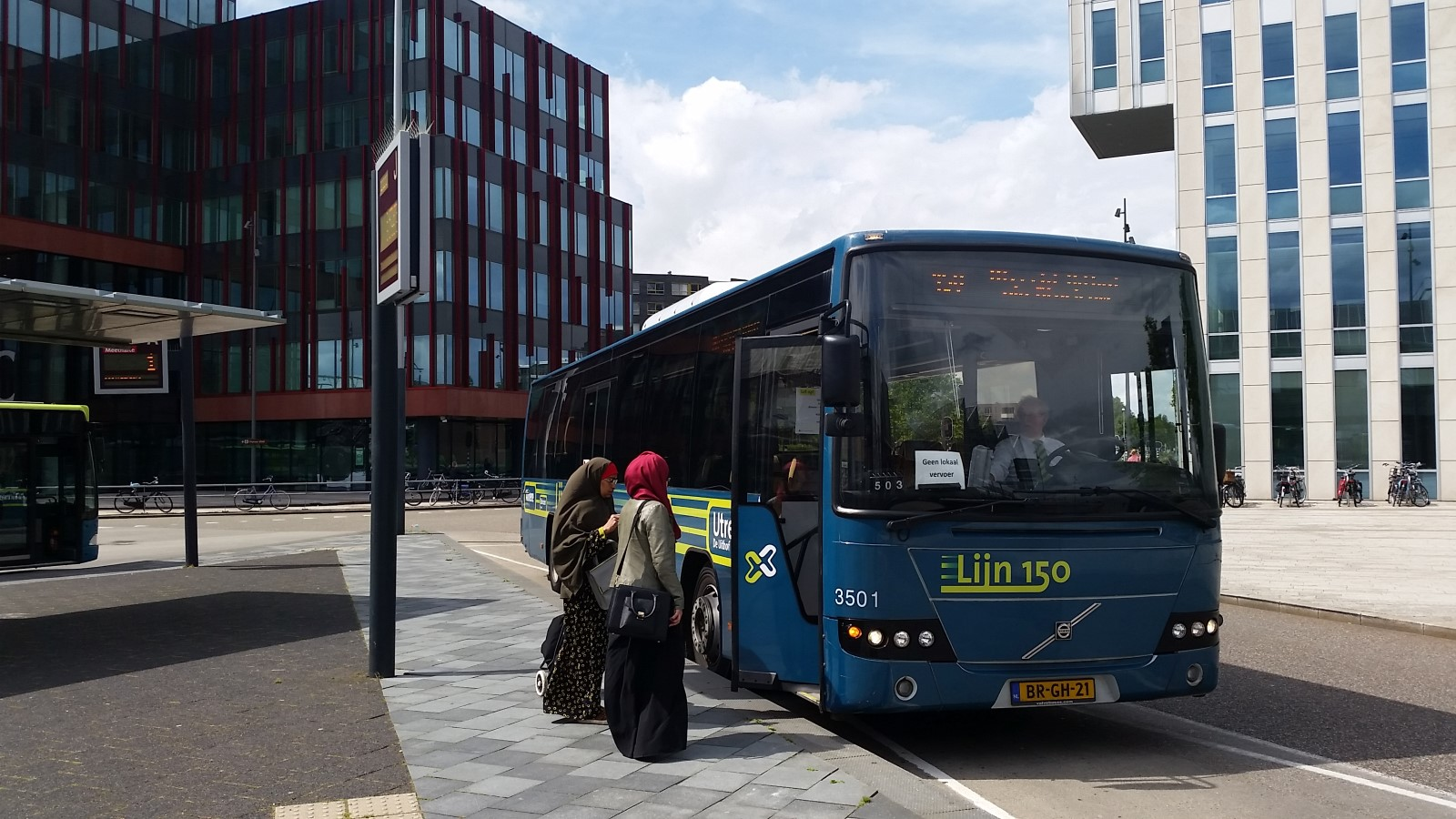
Op buslijn 150 tussen Almere en Utrecht gold tot opheffing een vervoersverbod.

Een vervoersverbod, ook wel instapverbod en omgekeerd een uitstapverbod genoemd, is een verbod om op bepaalde haltes van een middel van het openbaar vervoer in te stappen of uit te stappen om concurrentieredenen.

## Geschiedenis
In de jaren 1920 was er voor het exploiteren van een busdienst geen of een beperkte vergunning noodzakelijk. Hierdoor ontstonden de zogenaamde wilde bussen die vaak tegen een goedkoper tarief probeerde te concurreren met de bestaande tram of buslijnen. Tussen 1920 en 1928 exploiteerde in Rotterdam niet minder dan 118 particuliere ondernemers korte of langere tijd een busdienst.
Om hier een eind aan te maken werd in 1939 door de Kroon de onafhankelijke Commissie Vergunningen Personenvervoer ingesteld die erop moest toezien dat er binnen een bepaald vervoersgebied maar aan één exploitant het openbaar vervoer werd gegund. Zo was er bijvoorbeeld in Amsterdam bepaald dat de stadsvervoerder GVB alleen binnen de grenzen van de gemeente Amsterdam passagiers mocht vervoeren en de streekvervoerder Maarse en Kroon alleen binnen zijn vervoergebied. Vanuit Amstelveen mochten de bussen van M&K wel doorrijden naar het Haarlemmermeerstation maar binnen de gemeente Amsterdam mochten de passagiers alleen uitstappen en niet instappen. Die passagiers moesten met de bus van het GVB mee, ook al kwam een M&K-bus die dezelfde route reed eerder aan de halte. Omgekeerd gold staduitwaarts een uitstapverbod en mochten passagiers alleen instappen.
Deze situatie kwam bij vrijwel alle stadsvervoerders voor. Ook op de tramlijn Amsterdam - Zandvoort gold na de opheffing van de lokaaldienst op 6 oktober 1954 een in en uitstapverbod in Amsterdam tot Sloterdijk, waarmee echter door het ontbreken van sluitende deuren regelmatig de hand werd gelicht, zodat men toch in- of uitstapte terwijl de conducteur niet overal tegelijk kon zijn.
In Amsterdam kwam bij het GVB dit instap- en uitstapverbod van 1956 tot 1984 ook voor bij de snelbusdiensten. Ook tramlijn 17 en buslijn 21 kenden in de middagspits een uitstapverbod. Daarbij werden reizigers binnen het centrale stadsgedeelte verwezen naar de parallel rijdende tramlijn 27 en buslijn 14.
Halverwege de jaren 1960 verdwenen de vervoersverboden. Er ontstonden bij de stadsvervoerbedrijven samenwerkingsverbanden met streekvervoerders waarbij de streeklijnen werden opengesteld voor lokaal vervoer. Hierbij gold dan het tarief van de stadsvervoerder. Ook ontstonden zogenaamde integratielijnen die gezamenlijk werden geëxploiteerd.

## Huidige situatie
Tegenwoordig komt een vervoersverbod, ofwel in- en uitstapverbod nog voor bij bepaalde streekbuslijnen waar men in de plaats van vertrek alleen mag instappen en in de plaats van aankomst alleen mag uitstappen. Hier wordt mee voorkomen dat lokale reizigers gebruikmaken van een interlokale lijn (zij worden verwezen naar de lokale diensten) die daardoor sneller de plaats van bestemming kunnen bereiken omdat niet voor lokale reizigers hoeft te worden gestopt.
Zo reed busbedrijf Connexxion met buslijn 150 van Almere naar De Uithof in Utrecht. In Utrecht rijdt U-OV. Het was Connexxion niet toegestaan om passagiers te vervoeren die willen reizen in Utrecht alleen. Daarop heeft U-OV het exclusieve recht.
Ook sommige internationale treinen kennen een instap- en uitstapverbod.
Er bestaat ook een ander vervoersverbod in het openbaar vervoer, waarbij mensen omwille van de (sociale) veiligheid de toegang wordt ontzegd.